# Immaculate
Immaculate är en amerikansk skräckfilm som hade en premiär i Sverige den 17 maj 2024. Filmen är regisserad av Michael Mohan. Filmens manus har skrivits av Andrew Lobel.

## Handling
Filmen kretsar kring den djupt troende Cecilia som får ett uppdrag i ett italienskt kloster. Hon känner sig välkommen på den italienska landsbygden, men inser snart att allt inte är som det verkar.

## Rollista (i urval)
- Sydney Sweeney – syster Cecilia
- Álvaro Morte – fader Sal Tedeschi
- Benedetta Porcaroli – syster Gwen
- Dora Romano – moder Superior
- Giorgio Colangeli – kardinal Franco Merola
- Simona Tabasco – syster Mary